# Kiichirō Furukawa
Pour les articles homonymes, voir Furukawa.
Kiichirō Furukawa (古川麒一郎, Furukawa Kiichirō), né le 22 juillet 1929, au Japon, et mort le 29 juin 2016, est un astronome japonais. Son nom est parfois orthographié en Kunrei : Kiitirô Hurukawa.
D'après le Centre des planètes mineures, il a codécouvert 92 astéroïdes numérotés entre 1976 et 1986 avec Hiroki Kosai.
L'astéroïde (3425) Hurukawa porte son nom.

## Astéroïdes découverts
| (2271) Kiso           | 22 octobre 1976  |
| (2330) Ontake         | 18 février 1977  |
| (2470) Agematsu       | 22 octobre 1976  |
| (2924) Mitake-mura    | 18 février 1977  |
| (2960) Ohtaki         | 18 février 1977  |
| (3111) Misuzu         | 19 février 1977  |
| (3249) Musashino      | 18 février 1977  |
| (3291) Dunlap         | 14 novembre 1982 |
| (3319) Kibi           | 12 mars 1977     |
| (3320) Namba          | 14 novembre 1982 |
| (3391) Sinon          | 18 février 1977  |
| (3607) Naniwa         | 18 février 1977  |
| (3878) Jyoumon        | 14 novembre 1982 |
| (4072) Yayoi          | 30 octobre 1981  |
| (4077) Asuka          | 13 décembre 1982 |
| (4186) Tamashima      | 18 février 1977  |
| (4272) Entsuji        | 12 mars 1977     |
| (4526) Konko          | 22 mai 1982      |
| (4812) Hakuhou        | 18 février 1977  |
| (4855) Tenpyou        | 14 novembre 1982 |
| (4890) Shikanosima    | 14 novembre 1982 |
| (4929) Yamatai        | 13 décembre 1982 |
| (4963) Kanroku        | 18 février 1977  |
| (5017) Tenchi         | 18 février 1977  |
| (5018) Tenmu          | 19 février 1977  |
| (5082) Nihonsyoki     | 18 février 1977  |
| (5454) Kojiki         | 12 mars 1977     |
| (5466) Makibi         | 30 novembre 1986 |
| (5541) Seimei         | 22 octobre 1976  |
| (6031) Ryokan         | 26 janvier 1982  |
| (6218) Mizushima      | 12 mars 1977     |
| (6818) Sessyu         | 11 mars 1983     |
| (6846) Kansazan       | 22 octobre 1976  |
| (7104) Manyousyu      | 18 février 1977  |
| (7105) Yousyozan      | 18 février 1977  |
| (7562) Kagiroino-Oka  | 30 novembre 1986 |
| (7627) Wakenokiyomaro | 18 février 1977  |
| (7634) Shizutani-Kou  | 14 novembre 1982 |
| (7991) Kaguyahime     | 30 octobre 1981  |
| (8133) Takanochoei    | 18 février 1977  |
| (8144) Hiragagennai   | 14 novembre 1982 |
| (9147) Kourakuen      | 18 février 1977  |
| (9153) Chikurinji     | 30 octobre 1981  |
| (9293) Kamogata       | 13 décembre 1982 |
| (9719) Yakage         | 18 février 1977  |
| (10006) Sessai        | 22 octobre 1976  |

| (10008) Raisanyo        | 18 février 1977  |
| (10009) Hirosetanso     | 12 mars 1977     |
| (10453) Banzan          | 18 février 1977  |
| (11254) Konkohekisui    | 18 février 1977  |
| (11255) Fujiiekio       | 18 février 1977  |
| (11442) Seijin-Sanso    | 22 octobre 1976  |
| (11827) Wasyuzan        | 14 novembre 1982 |
| (12186) Mitukurigen     | 12 mars 1977     |
| (12221) Ogatakoan       | 14 novembre 1982 |
| (12682) Kawada          | 14 novembre 1982 |
| (14313) Dodaira         | 22 octobre 1976  |
| (14314) Tokigawa        | 18 février 1977  |
| (14315) Ogawamachi      | 12 mars 1977     |
| (14316) Higashichichibu | 12 mars 1977     |
| (14338) Shibakoukan     | 14 novembre 1982 |
| (14795) Syoyou          | 12 mars 1977     |
| (14820) Aizuyaichi      | 14 novembre 1982 |
| (14821) Motaeno         | 14 novembre 1982 |
| (15202) Yamada-Houkoku  | 12 mars 1977     |
| (15671) Suzannedébarbat | 12 mars 1977     |
| (15672) Sato-Norio      | 12 mars 1977     |
| (16357) Risanpei        | 22 octobre 1976  |
| (18289) Yokoyamakoichi  | 22 octobre 1976  |
| (18290) Sumiyoshi       | 18 février 1977  |
| (18291) Wani            | 18 février 1977  |
| (18322) Korokan         | 14 novembre 1982 |
| (19083) Mizuki          | 18 février 1977  |
| (19917) Dazaifu         | 12 mars 1977     |
| (19953) Takeo           | 14 novembre 1982 |
| (19954) Shigeyoshi      | 14 novembre 1982 |
| (20962) Michizane       | 12 mars 1977     |
| (22277) Hirado          | 14 novembre 1982 |
| (24640) Omiwa           | 13 décembre 1982 |
| (26794) Yukioniimi      | 18 février 1977  |
| (26806) Kushiike        | 22 mai 1982      |
| (26808) 1982 VB4        | 14 novembre 1982 |
| (34995) Dainihonshi     | 18 février 1977  |
| (34996) Mitokoumon      | 18 février 1977  |
| (37529) 1977 EL8        | 12 mars 1977     |
| (43753) 1982 VN3        | 14 novembre 1982 |
| (48408) 1982 VN2        | 14 novembre 1982 |
| (52260) Ureshino        | 22 mai 1982      |
| (52261) Izumishikibu    | 14 novembre 1982 |
| (65635) 1977 EA8        | 12 mars 1977     |
| (73639) 1977 EL7        | 12 mars 1977     |
| (164616) 1986 WV8       | 30 novembre 1986 |